# Barbara Zworska-Raziuk
Barbara Iza Zworska-Raziuk (ur. 10 listopada 1959 w Lublinie, zm. 23 lipca 2019 we Wrocławiu) – polska plastyczka; profesor doktor habilitowana sztuk plastycznych, wykładowczyni Akademii Sztuk Pięknych we Wrocławiu.

## Życiorys
W 1984 ukończyła Wydziale Ceramiki i Szkła Państwowej Wyższej Szkoły Sztuk Plastycznych we Wrocławiu. Od 1985 zatrudniona jako asystentka w Katedrze Szkła macierzystej uczelni, w pracowni Projektowania Szkła Henryka Wilkowskiego, od 1995 jako adiunktka. Do 2009 prowadziła wraz z Wojciechem Peszko pracownię Podstaw Projektowania Szkła. Od 2009 kierowała II Pracownią Szkła Artystycznego. W 2015 uzyskała tytuł naukowy profesora.
Jej twórczość to obiekty realizowane w tworzywie szklanym i ceramicznym, posiadające cechy rzeźbiarskie i optyczne. We wczesnym okresie stosowała techniki slumpingu i fusingu, później tworzyła w szkle płaskim.
Córka Pawła Zworskiego i Mariy. Siostra Agaty Zworskiej-Story.
Pochowana na Cmentarzu Osobowickim we Wrocławiu.

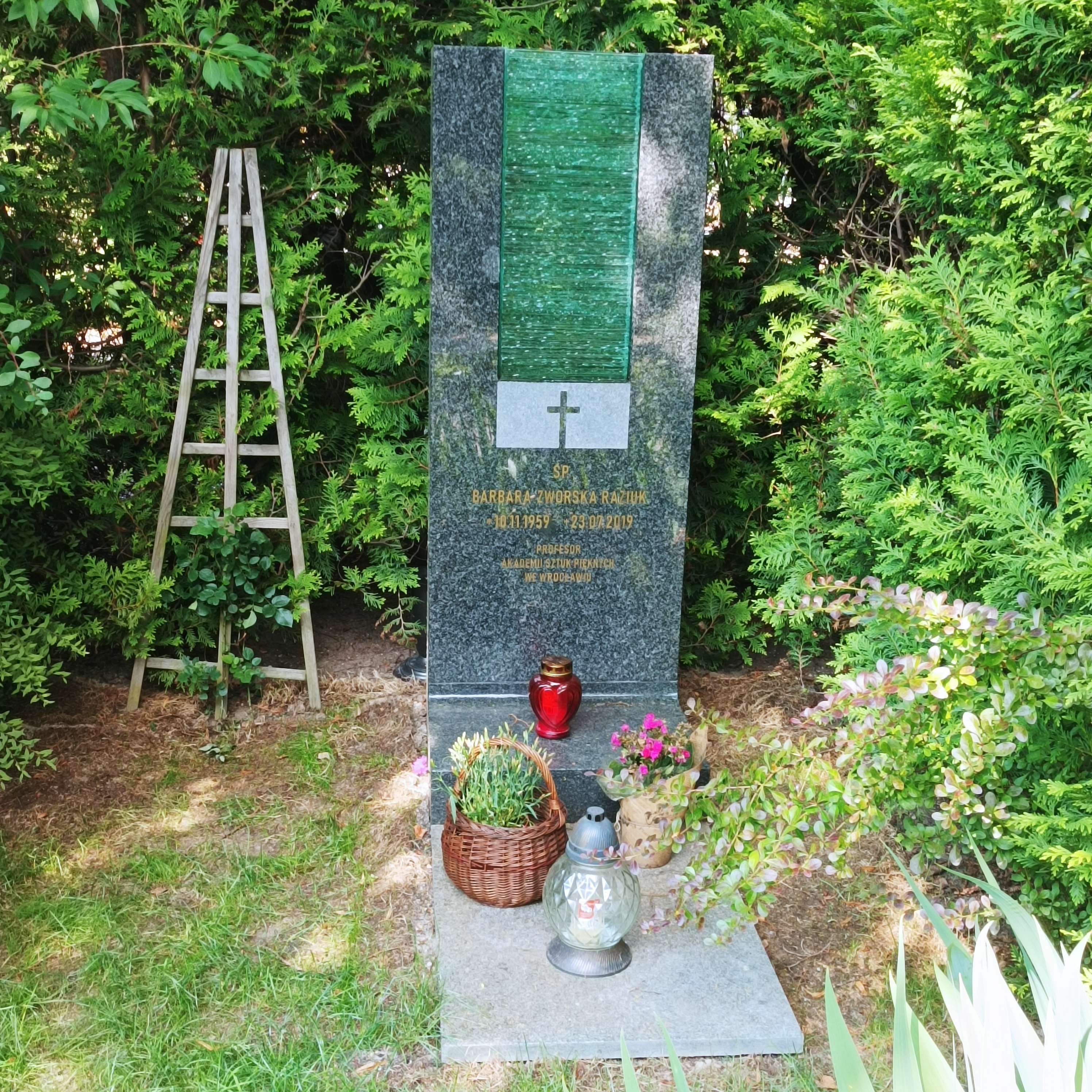
Grób Barbary Zworskiej-Raziuk na Cmentarzu Osobowickim

## Odznaczenia
- Brązowy Medal „Zasłużony Kulturze Gloria Artis” (2014)
- Odznaka honorowa „Zasłużony dla Kultury Polskiej” (2012)

## Wybrane wystawy
- 1993 – „10 x Szkło”, Muzeum Gdańska
- 1994 – Targi sztuki „SOFA’1994“, Chicago, USA
- 1996 – „Einladung zur Ausstellung”- Kunszt & Dresing – Galerie In der „Alten Schule” – Bergfelgen
- 1998 – „Szklana Katedra”, Galeria „Techne”, Poznań
- 1998 – „Wilkowski i jego uczniowie”, Muzeum Sztuki Użytkowej, Poznań
- 2001 – „Światłocienie”, wystawa indywidualna, Galeria Szkła i Ceramiki BWA, Wrocław
- 2001 – „Dwa pokolenia, trzy postawy” wystawa indywidualna – Galeria „Desing”, Wrocław
- 2005 – „Begegmungen – Spotkania”, Wolfenbuttel
- 2005 – Polskie Centrum Kultury – Monachium
- 2008 – „Wrocławska Wystawa Desingu” – Miejska Galeria Sztuki w Łodzi
- 2008 – „Unikaty – Szkło Polskie XXI wieku” – Muzeum Karkonoskie w Jeleniej Górze